# レガシー (テスタメントのアルバム)
『レガシー』（原題：The Legacy）は、アメリカ合衆国のヘヴィメタル・バンド、テスタメントが1987年に発表した初のスタジオ・アルバム。レコーディング当時のバンド名は「レガシー」だった。

## 背景
レガシーは当初、エリック・ピーターソンと彼のいとこであるデリック・ラミレス（ボーカル、ギター）によって結成され、本作にはラミレス在籍時に作られた曲「C.O.T.L.O.D.」も収録されているが、その後ラミレスが脱退し、アレックス・スコルニックとスティーヴ・ゼトロ・スーザが加入。スーザは多くの曲の作詞に貢献したが、4曲入りのデモ・テープを録音した後レガシーを脱退してエクソダスに加入し、友人のチャック・ビリーを後任ボーカリストに推薦した。
その後、他にもレガシーという名前のバンドが複数存在することが判明し、そのうちの一つは既にソウル・チャート入りを果たしていたため、所属レーベルのメガフォース・レコードはバンドに改名を要求。そして、S.O.D.やM.O.D.のメンバーとして知られるビリー・ミラノの案によりテスタメントと改名した。
本作のレコーディング・セッションでは「レイン・オブ・テラー」も録音されたが、本作への収録は見送られ、1987年のEP『Live at Eindhoven』でライヴ・ヴァージョンが発表されて、その後、1988年リリースの12インチ・シングル「Trial by Fire」にボーナス・トラックとして収録された。

## 評価
アレックス・ヘンダーソンはオールミュージックにおいて5点満点中4.5点を付け「"Burnt Offerings"、"Apocalyptic City"、"First Strike Is Deadly"のような骨をも砕かんばかりの曲からは、ジューダス・プリーストやメタリカからの影響も聴き取れるが、テスタメントは疑いなく、バンドとして独自の個性やヴィジョンを持っていた」と評している。アメリカのウェブサイトLoudwireが2013年に選出した「25 Best Debut Metal Albums」では13位にランク・イン。

## 収録曲
1. オーヴァー・ザ・ウォール "Over the Wall" – 4:07
  - 作詞：スティーヴ・ゼトロ・スーザ／作曲：エリック・ピーターソン、アレックス・スコルニック、グレッグ・クリスチャン
2. ホウンティング "The Haunting" – 4:16
  - 作詞：スティーヴ・ゼトロ・スーザ、エリック・ピーターソン／作曲：アレックス・スコルニック、エリック・ピーターソン
3. バーント・オファーリングス "Burnt Offerings" – 5:06
  - 作詞：スティーヴ・ゼトロ・スーザ、エリック・ピーターソン／作曲：アレックス・スコルニック、エリック・ピーターソン
4. 荒れ狂う水 "Raging Waters" – 4:32
  - 作詞：スティーヴ・ゼトロ・スーザ、エリック・ピーターソン／作曲：エリック・ピーターソン
5. C.O.T.L.O.D. "C.O.T.L.O.D." – 2:31
  - 作詞・作曲：デリック・ラミレス、エリック・ピーターソン
6. ファースト・ストライク "First Strike Is Deadly" – 3:43
  - 作詞：スティーヴ・ゼトロ・スーザ、グレッグ・クリスチャン／作曲：エリック・ピーターソン、アレックス・スコルニック
7. ドゥ・オア・ダイ "Do or Die" – 4:39
  - 作詞：アレックス・スコルニック、エリック・ピーターソン、チャック・ビリー／作曲：アレックス・スコルニック、エリック・ピーターソン、ルイ・クレメンテ
8. アローン・イン・ザ・ダーク "Alone in the Dark" – 4:04
  - 作詞：スティーヴ・ゼトロ・スーザ／作曲：アレックス・スコルニック、エリック・ピーターソン
9. アポカリプティック・シティ "Apocalyptic City" – 5:51
  - 作詞・作曲：アレックス・スコルニック、エリック・ピーターソン

## 参加ミュージシャン
- チャック・ビリー - ボーカル
- エリック・ピーターソン - リズムギター、リードギター
- アレックス・スコルニック - リードギター、リズムギター
- グレッグ・クリスチャン - ベース
- ルイ・クレメンテ - ドラムス